# Station Tunel
Station Tunel is een spoorwegstation in de Poolse plaats Uniejów-Rędziny.